# Ocotea cowaniana
Ocotea cowaniana är en lagerväxtart som beskrevs av C. K. Allen. Ocotea cowaniana ingår i släktet Ocotea och familjen lagerväxter. Inga underarter finns listade i Catalogue of Life.